# Melanotrema meiospermoides
Melanotrema meiospermoides är en lavart som först beskrevs av Hale, och fick sitt nu gällande namn av Frisch 2006. Melanotrema meiospermoides ingår i släktet Melanotrema och familjen Thelotremataceae.   Inga underarter finns listade i Catalogue of Life.